# ラプレヴォヤンテ
ラプレヴォヤンテ (La Prevoyante) は、1970年代に活躍したカナダ生産の競走馬。アメリカとカナダの競馬殿堂に殿堂馬として選ばれた馬の一頭である。

## 経歴
ラプレヴォヤンテは父に名種牡馬バックパサー、母にノーザンダンサーの全妹アークティックダンサーを持つ競走馬で、カナダの名オーナーブリーダーであったジャン＝ルイ・レヴェスクに生産・所有された。
ラプレヴォヤンテが最も活躍したのは2歳時で、フリゼットステークスやメイトロンステークスなどを含む12競走に出走し、そのすべてで勝利を収めた。この活躍により、1972年のエクリプス賞最優秀2歳牝馬、ソヴリン賞年度代表馬に選出された。
3歳以降のラプレヴォヤンテは何度か敗北を喫しており、ウッドバイン競馬場のカナディアンオークスでは3着、ケンタッキーオークスでは2着などと惜敗が多くなるようになった。それでも3歳時には14戦して7勝を挙げ、ラトロワンヌステークスやケベックダービーなどのステークス競走でも勝ちを挙げている。
4歳時は13戦して6勝を挙げるも、ステークス競走ではカナディアンハンデキャップの3着、シーウェイステークスの2着程度の成績にとどまった。
4歳時の年末、コールダー競馬場で開催されたミスフロリダハンデキャップに出走していたラプレヴォヤンテは、レース前に装鞍所内で突然体調を崩したため、出走を取り消された。その後、みずからの足で厩舎まで戻ることが出来たが、厩舎内でふたたび衰弱、そのまま死亡した。死因は肺破裂。
本馬の死後、2歳時のパフォーマンスなどが評価されて1976年にカナダ競馬名誉の殿堂に殿堂馬として選定され、1995年にはアメリカ競馬名誉の殿堂にも選定された。

## 評価

### 主な勝鞍
- 2歳（1972年） 12戦12勝
  - コリンステークス、フリゼットステークス、セリマステークス、メイトロンステークス、スピナウェイステークス
- 3歳（1973年） 14戦7勝 2着3回
  - ラトロワンヌステークス、ケベックダービー
  - 2着 - ケンタッキーオークス
- 4歳（1974年） 13戦6勝 2着2回
  - 2着 - シーウェイステークス

### 年度代表馬
- 1972年 - エクリプス賞 最優秀2歳牝馬、カナダ年度代表馬表彰 年度代表馬
- 1974年 - カナダ年度代表馬表彰 最優秀古牝馬

### 表彰
- 1976年 - カナダ競馬名誉の殿堂に殿堂馬として選定される。
- 1995年 - アメリカ競馬名誉の殿堂博物館に殿堂馬として選定される。
- 記念競走として、ウッドバイン競馬場にラプレヴォヤンテステークスが、コールダー競馬場にラプレヴォヤンテハンデキャップ (G2) が創設されている。

## 血統表
| ラプレヴォヤンテの血統（トムフール系（ファラリス系） / Selene5×5=6.25%、Phalaris5×5=6.25%、Teddy5×5=6.25%） | ラプレヴォヤンテの血統（トムフール系（ファラリス系） / Selene5×5=6.25%、Phalaris5×5=6.25%、Teddy5×5=6.25%） | ラプレヴォヤンテの血統（トムフール系（ファラリス系） / Selene5×5=6.25%、Phalaris5×5=6.25%、Teddy5×5=6.25%） | （血統表の出典）   | （血統表の出典） |
| 父 Buckpasser 1963 鹿毛 アメリカ                                                                            | 父の父Tom Fool 1949 鹿毛 アメリカ                                                                           | Menow | Pharamond          | Pharamond        |
| 父 Buckpasser 1963 鹿毛 アメリカ                                                                            | 父の父Tom Fool 1949 鹿毛 アメリカ                                                                           | Menow | Alcibiades         |                  |
| 父 Buckpasser 1963 鹿毛 アメリカ                                                                            | 父の父Tom Fool 1949 鹿毛 アメリカ                                                                           | Gaga | Bull Dog           | Bull Dog         |
| 父 Buckpasser 1963 鹿毛 アメリカ                                                                            | 父の父Tom Fool 1949 鹿毛 アメリカ                                                                           | Gaga | Alpoise            |                  |
| 父 Buckpasser 1963 鹿毛 アメリカ                                                                            | 父の母Busanda 1947 青毛 アメリカ                                                                            | War Admiral                                                                                                 | Man o'War          | Man o'War        |
| 父 Buckpasser 1963 鹿毛 アメリカ                                                                            | 父の母Busanda 1947 青毛 アメリカ                                                                            | War Admiral                                                                                                 | Brushup            |                  |
| 父 Buckpasser 1963 鹿毛 アメリカ                                                                            | 父の母Busanda 1947 青毛 アメリカ                                                                            | Businesslike                                                                                                | Blue Larkspur      | Blue Larkspur    |
| 父 Buckpasser 1963 鹿毛 アメリカ                                                                            | 父の母Busanda 1947 青毛 アメリカ                                                                            | Businesslike                                                                                                | La Troienne        |                  |
| 母 Arctic Dancer 1963 鹿毛 カナダ                                                                           | 母の父Nearctic 1954 黒鹿毛 カナダ                                                                           | Nearco | Pharos             | Pharos           |
| 母 Arctic Dancer 1963 鹿毛 カナダ                                                                           | 母の父Nearctic 1954 黒鹿毛 カナダ                                                                           | Nearco | Nogara             |                  |
| 母 Arctic Dancer 1963 鹿毛 カナダ                                                                           | 母の父Nearctic 1954 黒鹿毛 カナダ                                                                           | Lady Angela                                                                                                 | Hyperion           | Hyperion         |
| 母 Arctic Dancer 1963 鹿毛 カナダ                                                                           | 母の父Nearctic 1954 黒鹿毛 カナダ                                                                           | Lady Angela                                                                                                 | Sister Sarah       |                  |
| 母 Arctic Dancer 1963 鹿毛 カナダ                                                                           | 母の母Natalma 1957 鹿毛 アメリカ                                                                            | Native Dancer                                                                                               | Polynesian         | Polynesian       |
| 母 Arctic Dancer 1963 鹿毛 カナダ                                                                           | 母の母Natalma 1957 鹿毛 アメリカ                                                                            | Native Dancer                                                                                               | Geisha             |                  |
| 母 Arctic Dancer 1963 鹿毛 カナダ                                                                           | 母の母Natalma 1957 鹿毛 アメリカ                                                                            | Almahmoud                                                                                                   | Mahmoud            | Mahmoud          |
| 母 Arctic Dancer 1963 鹿毛 カナダ                                                                           | 母の母Natalma 1957 鹿毛 アメリカ                                                                            | Almahmoud                                                                                                   | ArbitratorF-No.2-d |                  |